# Charlotte Fich
Charlotte Fich (* 26. September 1961 in Dragør, Dänemark) ist eine dänische Schauspielerin.

## Leben
Charlotte Fich ist die Tochter eines Architekten und einer Lehrerin. Sie absolvierte ihre Schauspielausbildung von 1989 bis 1993 am Aarhus Teater. Anschließend spielte sie an mehreren Theatern, darunter dem Rialto Teatret, Betty Nansen Teatret und dem Folketeatret. Seit Ende der 1990er Jahre ist sie auch vermehrt in dänischen Spielfilmen wie Chinaman, Headhunter und Zweite Chance zu sehen. Sie erhielt insgesamt zwei Nominierungen als Beste Nebendarstellerin für den Filmpreis Robert, wobei sie 2005 für ihre Rolle in Totschlag – Im Teufelskreis der Gewalt ausgezeichnet wurde. Für die gleiche Rolle erhielt sie außerdem eine ihrer beiden Bodils als Beste Nebendarstellerin. Die zweite erhielt sie 2008 für ihre Nebenrolle in Bedingungslos.
Seit dem Jahr 2000 ist Fich mit dem dänischen Regisseur Per Fly verheiratet. Das Paar hat zwei gemeinsame Söhne.

## Filmografie (Auswahl)
- 1998: Wenn Mama nach Hause kommt (Når mor kommer hjem)
- 2002–2004: Unit One – Die Spezialisten (Rejseholdet, Fernsehserie, 32 Folgen)
- 2005: Chinaman (Kinamand)
- 2005: Totschlag – Im Teufelskreis der Gewalt (Drabet)
- 2006: Mankells Wallander: Tödliche Fracht (Täckmanteln)
- 2007: Bedingungslos (Kærlighed på film)
- 2008: Worlds Apart (To Verdener)
- 2009: Headhunter
- 2014: Zweite Chance (En chance til)
- 2015: Rita (Fernsehserie, 5 Episoden)
- 2016: Black Widows (Fernsehserie, 5 Episoden)
- 2017: Lyden af Mercur (Fernsehfilm)
- 2017: Mercur (Fernsehserie, 10 Episoden)
- 2018: Die Brücke – Transit in den Tod (Broen, Fernsehserie, 3 Episoden)
- 2020: Hotel Paradis (Fernsehserie, 8 Episoden)
- Seit 2023: Huset (Fernsehserie)